# Hugo (Colorado)
Hugo település az Amerikai Egyesült Államok Colorado államában, Lincoln megyében, melynek megyeszékhelye is. Lakosainak száma 787 fő (2020. április 1.).

## Népesség
A település népességének változása:

| 2010 | 730 |
| 2020 | 787 |